# Karl Edvard Peter

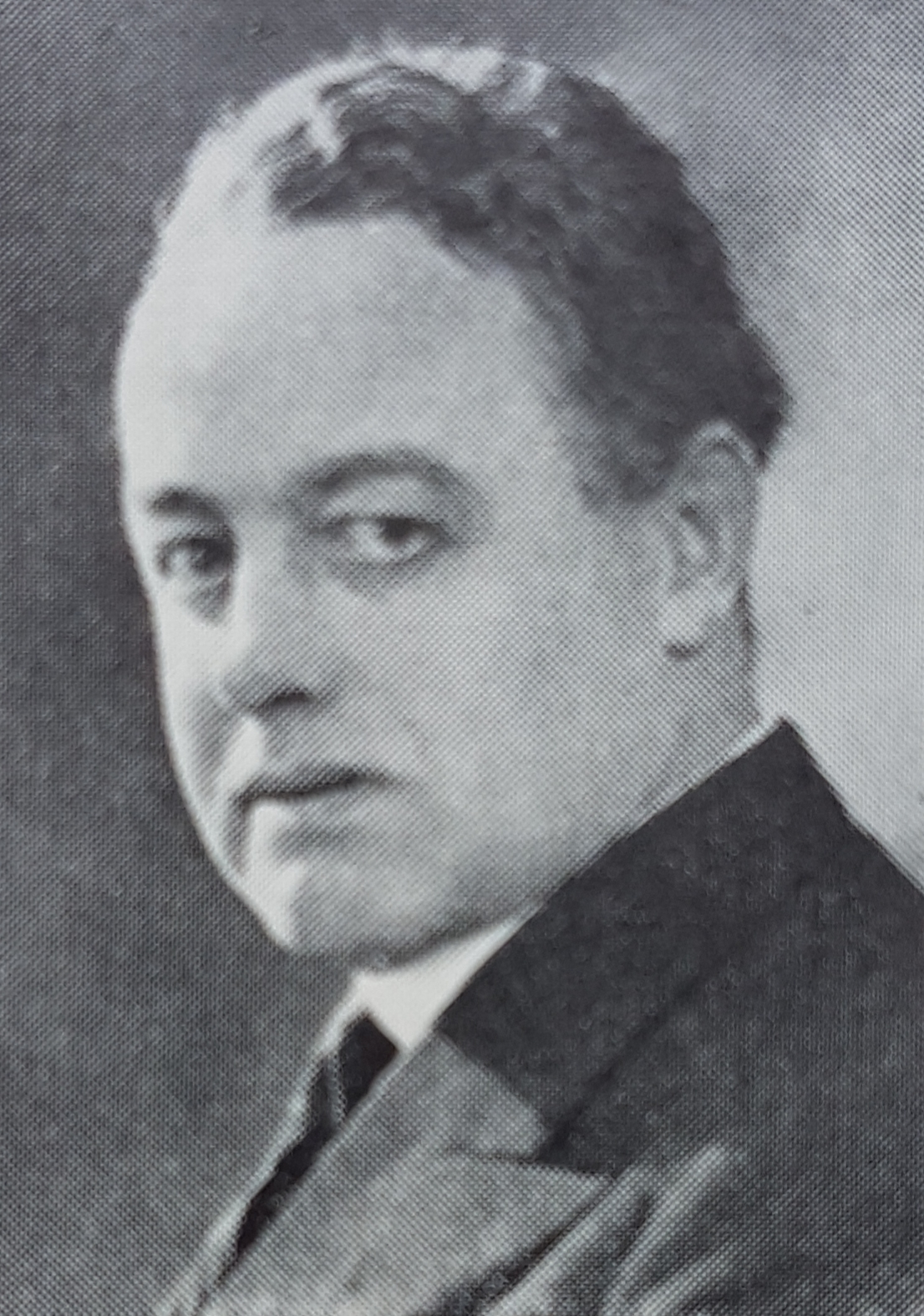
Karl Edvard Peter

Karl Edvard Erik Axelsson Peter, född 1 juni 1890 i Hedvig Eleonora församling i Stockholm, död på samma ort 18 juni 1973, var en svensk konservator och målare.
Han var son till Carl Axel Edvard Peter och hans hustru född Sandström samt från 1920 gift med Margareta Larsson. Efter avslutad skolgång studerade han först konst för sin far och fortsatte därefter med praktikarbete och studier för  konservatorn Svend Rønne vid Statens Museum for Kunst i Köpenhamn. På beställning av Ragnar Östberg utförde han tretton oljemålningar för Stockholms stadshus och för Järnkontoret utförde han ett 30-tal porträtt. Som konservator utförde han ett flertal restaureringar av porträtt i olika kyrkor och konsul Ivar Hellbergs konstsamling där en Rembrandtmålning blev hans svåraste uppdrag.